# Diogo Pimentel
Diogo Miguel Zambujo Pimentel, noto semplicemente come Diogo Pimentel (Alentejo, 16 luglio 1997), è un calciatore portoghese naturalizzato lussemburghese, centrocampista dell'UNA Strassen.

## Carriera

### Club
Nato in Portogallo, si trasferisce in Lussemburgo all'età di 14 anni; nel 2016 firma con l'Etzella Ettelbruck con cui debutta nella massima divisione nazionale il 5 agosto 2018 nel match pareggiato 1-1 contro l'RU Luxembourg.
Il 16 luglio viene acquistato a titolo definitivo dal Fola Esch.

### Nazionale
Nel 2022 ha esordito nella nazionale lussemburghese.

## Statistiche
Statistiche aggiornate al 12 novembre 2021.

### Presenze e reti nei club
| Stagione        | Squadra            | Campionato      | Campionato | Campionato | Coppe nazionali | Coppe nazionali | Coppe nazionali | Coppe continentali | Coppe continentali | Coppe continentali | Altre coppe | Altre coppe | Altre coppe | Totale | Totale | Totale |
| Stagione        | Squadra            | Comp            | Pres       | Reti       | Comp            | Pres            | Reti            | Comp               | Pres               | Reti               | Comp        | Pres        | Reti        | Pres   | Reti   |        |
| --------------- | ------------------ | --------------- | ---------- | ---------- | --------------- | --------------- | --------------- | ------------------ | ------------------ | ------------------ | ----------- | ----------- | ----------- | ------ | ------ | ------ |
| 2015-2016       | Jeunesse Schieren  | E               | 0          | 0          | CL              | 1               | 0               |                    | -                  | -                  |             | -           | -           | 1      | 0      |        |
| 2016-2017       | Etzella Ettelbruck | E               | 22         | 0          | CL              | 4               | 0               |                    | -                  | -                  |             | -           | -           | 26     | 0      |        |
| 2017-2018       | Etzella Ettelbruck | E               | 19         | 4          | CL              | 1               | 0               |                    | -                  | -                  |             | -           | -           | 20     | 4      |        |
| 2018-2019       | Etzella Ettelbruck | DN              | 23         | 2          | CL+CdL          | 5+0             | 1+0             |                    | -                  | -                  |             | -           | -           | 28     | 3      |        |
| 2019-2020       | Etzella Ettelbruck | DN              | 8          | 0          | CL+CdL          | 1+1             | 0               |                    | -                  | -                  |             | -           | -           | 10     | 0      |        |
| 2020-2021       | Fola Esch          | DN              | 24         | 3          | CL+CdL          | 0               | 0               | UCL+UEL            | 1+1                | 0+1                |             | -           | -           | 26     | 4      |        |
| 2021-2022       | Fola Esch          | DN              | 8          | 0          | CL+CdL          | 1+0             | 0               | UCL+UECL           | 1+6                | 0                  |             | -           | -           | 16     | 0      |        |
| Totale carriera | Totale carriera    | Totale carriera | 104        | 9          |                 | 14              | 1               |                    | 9                  | 1                  |             | -           | -           | 127    | 11     |        |